# امیر خدامرادی
امیر خدامرادی (زاده ۲۱ سپتامبر ۱۹۸۳) یک بازیکن فوتبال اهل ایران است.